# バーネットの戦い
バーネットの戦い（Battle of Barnet）は、ロンドンの北16kmのところにあるバーネット（Barnet）の近郊で1471年4月14日に行なわれた、薔薇戦争の重要な戦闘である。主な登場人物は、国王エドワード4世、そしてエドワードが王妃エリザベス・ウッドヴィルの一族をひいきにしたことでエドワードの許を去った元同盟者、ウォリック伯リチャード・ネヴィルである。

## 背景
戦闘の前年の1470年10月、「キングメーカー」（Kingmaker）と称されたウォリック伯は、エドワード4世を国外に追放し、ランカスター家の先王であるヘンリー6世を復位させていた。その後ウォリックは、大陸のヴァロア朝フランス王ルイ11世とブルゴーニュ公との対立に介入し、ルイ11世支援に同意するという失敗を犯している。この失敗が、1471年3月14日にイングランドに帰国したエドワード4世に対して、ブルゴーニュ公が軍事援助を申し出る結果につながる。これでウォリック伯とエドワード4世の両軍は、兵数で言えばほぼ同数であった。だが、ウォリック伯は義理の息子であるクラレンス公ジョージの援軍を期待していた。
エドワード4世は、ウォリック伯が部隊を集めていたコヴェントリーにいる間に、ロンドンに進軍した。首都を奪還した後、エドワード4世はウォリック伯に対戦すべくバーネットに向かった。

## 戦闘とその結末
ランカスター派側の陣容は、オックスフォード伯は右翼、モンターギュ侯が中央、エクセター公が左翼をそれぞれ指揮した。各軍の配置は、左翼がバーネットに続く街道を塞ぐように配置し、そこから相対的に中央軍、右翼の順に配置した。ウォリック伯自身は予備の軍を率いていた。
対するヨーク派は、街道に中央軍を置く配置で、中央軍をエドワード4世が、右翼を彼の弟のグロスター公リチャード（後のリチャード3世）が、左翼をヘイスティングス卿（Lord Hastings）が指揮していた。
オックスフォード伯率いるランカスター派右翼は、初期配備で対面する軍がなかったことが幸いして、ヨーク派左翼に早い段階でダメージを与えることができた。しかし濃い霧のため、ランカスター派左翼がそのチャンスをものにすることはできなかった。両陣の右翼が突出する形で戦線は展開し、両陣営の戦線は街道と平行になっていった。ランカスター派の兵士の一部は、その混乱でお互いを敵と間違えた（特にモンターギュ侯配下の兵士たちが、オックスフォード伯配下の兵士たちを仕着せの徽章が似ている国王エドワード4世配下の兵と誤認）。エドワード4世が自身の予備部隊を戦場に投じたことで勝敗は決し、モンターギュ侯は（恐らくオックスフォード伯の兵隊の1人によって）戦場で殺され、当初戦死者として戦場に放置されていたエクセター公は一命をとりとめた後、ロンドン塔に収監された。霧が晴れて敗北を悟ったウォリック伯は、馬をつないでいるロッサム・ウッドに向かおうとしたが、その途上でヨーク派歩兵の一団に捕捉されて斬られた。
この戦闘と同じ日、マーガレット王妃はウェイマス（Weymouth）に上陸し、ウェールズを巡って兵をかき集めた。彼女はヨーク派優勢の事態をひっくり返すために、ウォリック伯と協力することが可能だった。しかし、結局この戦闘がヨーク派の勝利に終わったことでエドワードの勝利は確実になり、ヨーク派はランカスター派に対する最終決戦（テュークスベリーの戦い）のための準備することができるようになった。